# Championnat de Croatie de football 2003-2004
Navigation
Saison précédente Saison suivante
La saison 2003-2004 du Championnat de Croatie de football est la 13e édition de la première division croate.
Le championnat garde la même formule que la saison dernière : les 12 équipes de 1re division sont groupées au sein d'une poule unique où chaque équipe rencontre ses adversaires deux fois, à domicile et à l'extérieur. À la fin de cette première phase, les six premiers disputent une poule pour le titre, tandis que les six derniers jouent une poule de relégation, avec un barrage contre un club de D2 pour l'avant-dernier et une relégation directe pour le dernier de cette poule.
C'est l'Hajduk Split qui termine en tête du championnat. Le club remporte le 5e titre de champion de Croatie de son histoire.

## Les 12 clubs participants
| - Hajduk Split - NK Zagreb - NK Osijek - Dinamo Zagreb - NK Slaven Belupo - NK Zadar | - NK Varteks Varazdin - NK Rijeka - NK Inter Zapresic - Promu de D2 - HNK Cibalia - NK Kamen Ingrad Velika - NK Marsonia - Promu de D2 |

## Compétition
Le barème de points servant à établir les différents classements se décompose ainsi :
- Victoire : 3 points
- Match nul : 1 point
- Défaite, forfait ou abandon du match : 0 point

### Première phase

#### Classement
| Rang | Équipe                 | Pts | J  | G  | N  | P  | Bp | Bc | Diff |
| ---- | ---------------------- | --- | -- | -- | -- | -- | -- | -- | ---- |
| 1.   | Hajduk Split           | 55  | 22 | 18 | 1  | 3  | 46 | 18 | +28  |
| 2.   | Dinamo Zagreb T        | 50  | 22 | 15 | 5  | 2  | 47 | 16 | +31  |
| 3.   | HNK Rijeka             | 31  | 22 | 8  | 7  | 7  | 26 | 25 | +1   |
| 4.   | NK Osijek              | 29  | 22 | 8  | 5  | 9  | 36 | 40 | -4   |
| 5.   | NK Varteks Varazdin    | 29  | 22 | 7  | 8  | 7  | 21 | 25 | -4   |
| 6.   | NK Zadar               | 28  | 22 | 7  | 7  | 8  | 37 | 44 | -7   |
| 7.   | NK Kamen Ingrad Velika | 28  | 22 | 8  | 4  | 10 | 32 | 27 | +5   |
| 8.   | NK Inter Zapresic P    | 27  | 22 | 6  | 9  | 7  | 22 | 23 | -1   |
| 9.   | NK Slaven Belupo       | 26  | 22 | 6  | 8  | 8  | 22 | 27 | -5   |
| 10.  | HNK Cibalia            | 20  | 22 | 5  | 5  | 12 | 25 | 35 | -10  |
| 11.  | NK Zagreb              | 19  | 22 | 3  | 10 | 9  | 21 | 32 | -11  |
| 12.  | NK Marsonia P          | 17  | 22 | 4  | 5  | 13 | 25 | 48 | -23  |

| Légende : Qualifications et relégations | Légende : Qualifications et relégations          |
| --------------------------------------- | ------------------------------------------------ |
|                                         | Participation à la poule pour le titre           |
|                                         | Participation à la poule de promotion-relégation |

### Seconde phase
Avant le démarrage de la seconde phase, les équipes conservent la moitié (arrondi par excès) des points obtenus lors de la première phase.

#### Poule pour le titre
| Rang | Équipe              | Pts | J  | G  | N  | P  | Bp | Bc | Diff |
| ---- | ------------------- | --- | -- | -- | -- | -- | -- | -- | ---- |
| 1.   | Hajduk Split        | 78  | 32 | 25 | 3  | 4  | 63 | 24 | +39  |
| 2.   | Dinamo Zagreb T C   | 76  | 32 | 23 | 7  | 2  | 77 | 25 | +52  |
| 3.   | HNK Rijeka          | 42  | 32 | 11 | 9  | 12 | 36 | 41 | -5   |
| 4.   | NK Osijek           | 39  | 32 | 11 | 6  | 15 | 50 | 57 | -7   |
| 5.   | NK Varteks Varaždin | 38  | 32 | 9  | 11 | 12 | 33 | 42 | -9   |
| 6.   | NK Zadar            | 32  | 32 | 7  | 11 | 14 | 46 | 71 | -25  |

| Légende : Qualifications et relégations | Légende : Qualifications et relégations        |
| --------------------------------------- | ---------------------------------------------- |
|                                         | Qualifié pour la Ligue des champions 2004-2005 |
|                                         | Qualifié pour la Coupe UEFA 2004-2005          |

#### Poule de relégation
| Rang | Équipe                 | Pts | J  | G  | N  | P  | Bp | Bc | Diff |
| ---- | ---------------------- | --- | -- | -- | -- | -- | -- | -- | ---- |
| 1.   | NK Kamen Ingrad Velika | 46  | 32 | 13 | 7  | 12 | 45 | 36 | +9   |
| 2.   | NK Inter Zapresic P    | 42  | 32 | 11 | 9  | 12 | 40 | 38 | +2   |
| 3.   | NK Slaven Belupo       | 40  | 32 | 10 | 10 | 12 | 37 | 39 | -2   |
| 4.   | NK Zagreb              | 36  | 32 | 8  | 12 | 12 | 33 | 41 | -8   |
| 5.   | HNK Cibalia P          | 31  | 32 | 8  | 7  | 17 | 39 | 53 | -14  |
| 6.   | NK Marsonia P          | 25  | 32 | 5  | 10 | 17 | 32 | 64 | -32  |

| Légende : Qualifications et relégations | Légende : Qualifications et relégations          |
| --------------------------------------- | ------------------------------------------------ |
|                                         | Qualifié pour la Coupe Intertoto 2004            |
|                                         | Participation au barrage de promotion-relégation |
|                                         | Relégation en deuxième division                  |

#### Barrage de promotion-relégation
| Équipe 1                  | Résultat | Équipe 2         | Aller | Retour |
| ------------------------- | -------- | ---------------- | ----- | ------ |
| NK Medimurje Cakovec (D2) | 4 - 2    | HNK Cibalia (D1) | 2 - 0 | 2 - 2  |

- Le HNK Cibalia est relégué en D2 tandis que le NK Medimurje Cakovec est promu en première division.

## Bilan de la saison
| Tableau d'Honneur                  |               |
| Compétition                        | Vainqueur     |
| Championnat de Croatie de football | Hajduk Split  |
| Coupe de Croatie de football       | Dinamo Zagreb |

| Qualifications européennes 2003-2004 |                                         |
| Ligue des champions 2004-2005        | Qualifié                                |
| 2e tour préliminaire                 | Hajduk Split                            |
| Coupe UEFA 2004-2005                 | Qualifiés                               |
| 2e tour préliminaire                 | Dinamo Zagreb NK Rijeka                 |
| Coupe Intertoto 2004                 | Qualifiés                               |
| 2e tour 1er tour                     | NK Kamen Ingrad Velika NK Slaven Belupo |

| Promotions et relégations |                                   |
| Relégués en 2e division   | HNK Cibalia NK Marsonia           |
| Promus en Prva HNL        | NK Pula 1856 NK Medimurje Cakovec |